# Furkelpass
Der Furkelpass, auch Furkelsattel oder einfach die Furkel genannt (ladinisch Ju de Furćia, italienisch Passo Furcia), ist ein 1789 m hoher Gebirgspass in den Dolomiten. Der Pass liegt zwischen dem 2275 m hohen Kronplatz im Norden und dem 2507 m hohen Piz da Peres im Süden und verbindet die Ortschaften Olang im Pustertal und St. Vigil in Enneberg in der italienischen Provinz Südtirol. Damit markiert der Pass auch die historische Sprachgrenze zwischen deutsch- und ladinischsprachigem Gebiet im Dolomitenraum.
Die Passstraße ist 19 Kilometer lang und überwindet eine Höhendifferenz von 744 Metern. Die durchschnittliche Steigung beträgt 12 %, die maximale Steigung 15 %. Über die Straße führte schon mehrmals eine Etappe des „Giro d'Italia“ (1981, 1994, 1997, 2004, 2006, 2008, 2010), ebenso die „Transalp“ (Überquerung der Alpen mit dem Fahrrad). Einige Radsportler nehmen über den Furkelpass auch die Steigung auf den Kronplatz in Angriff.
Der Pass ist im Winter geöffnet. Da er das Skigebiet Kronplatz kreuzt, werden Skifahrer mit einer Brücke über die Passstraße geleitet. Vom Pass aus gibt es die direkte Anbindung zum Kronplatz und nach St. Vigil. Der Pass kann bei Bedarf durch Enneberger Tal, Gadertal und Pustertal umfahren werden.
Seit 2003 gibt es auf der Passhöhe auch einen künstlich angelegten See, welcher für Kunstschnee benötigt wird.
Der Name ist mit lateinisch furcula ‚Höhenpfad, kleiner Bergübergang‘ zu erklären.